# Роге, Эдвард Александр
Э́двард Алекса́ндр Ро́ге (латыш. Edvards Aleksandrs Roge; 19 апреля 1896, Рига — 1945) — латвийский футболист, защитник, игрок национальной сборной Латвии, участник летних Олимпийских игр 1924 года.

## Биография
Родился Александр Роге в 1896 году в Риге, футбольную карьеру начал в местной команде «Аматиерис» в 1911 году. После Первой мировой войны играл за различные рижские команды, но наибольших успехов добился в рядах команды Ригас ФК — стал трёхкратным чемпионом Латвии, а также двукратным обладателем Кубка Риги.

## Достижения
«Яунеклю кристига савиениба»
- Серебряный призёр чемпионата Латвии: 1922

Ригас ФК
- Чемпион Латвии (3): 1924, 1925, 1926
- Обладатель Кубка Риги (2): 1924, 1925

## Статистика
| Матчи и голы Александра Роге за сборную Латвии | Матчи и голы Александра Роге за сборную Латвии | Матчи и голы Александра Роге за сборную Латвии | Матчи и голы Александра Роге за сборную Латвии | Матчи и голы Александра Роге за сборную Латвии | Матчи и голы Александра Роге за сборную Латвии | Матчи и голы Александра Роге за сборную Латвии |
| №                                              | Дата                                           | Место проведения                               | Соперник                                       | Счёт                                           | Голы                                           | Соревнование                                   |
| ---------------------------------------------- | ---------------------------------------------- | ---------------------------------------------- | ---------------------------------------------- | ---------------------------------------------- | ---------------------------------------------- | ---------------------------------------------- |
| 1                                              | 24 сентября 1922                               | Рига                                           | Эстония                                        | 1:1                                            | —                                              | Товарищеский матч                              |
| 2                                              | 27 мая 1924                                    | Париж                                          | Франция                                        | 0:7                                            | —                                              | Олимпиада 1924                                 |
| 3                                              | 18 октября 1924                                | Таллин                                         | Эстония                                        | 2:2                                            | —                                              | Товарищеский матч                              |

Итого: 3 матчей / 0 голов; 0 побед, 2 ничьих, 1 поражение.